# Parafia Narodzenia Najświętszej Maryi Panny w Piwnicznej-Zdroju
Parafia Narodzenia Najświętszej Maryi Panny w Piwnicznej-Zdroju – parafia rzymskokatolicka w dekanacie Piwniczna w diecezji tarnowskiej. Kościół parafialny został wybudowany w stylu neobarokowym w latach 1881-1886. Mieści się przy ulicy Krakowskiej.